# Gasteiner Kur
Mit dem Begriff Gasteiner Kur wurde historisch ein mehrere Wochen andauernder Kuraufenthalt im österreichischen Bad Gastein und den zugehörigen Kuranwendungen beschrieben. Bad Gastein ermöglicht einen Aufenthalt in alpiner Höhenlage auf 1000 m ü. A. in Kombination mit täglichen Bädern im mineralisierten Radon-Thermalwasser. Das „heilende Baden“ hat historisch in Bad Gastein eine lange Tradition.

## Geschichte
Ein Bad in der Gastein wird erstmals 1350 erwähnt und ist als regulärer Badebetrieb bereits seit der zweiten Hälfte des 15. Jahrhunderts nach  nachweisbar. Paracelsus, der die Heilquellen des Alpenraums untersuchte, schrieb 1525 ausführlicher über Gastein, und behandelte die mineralischen Inhaltsstoffe. 1792 schrieb der Gasteiner Kurarzt Niederhuber über ein „feines mineralische Gas“ als Erklärungshypothese.
Um 1832, zur Zeit des Einsetzens des modernen Kurbetriebes, gab es noch Beschwerden über die vergleichsweise primitive und dürftige Unterbringung. Man wunderte sich noch immer über den vergleichsweise geringen Mineralgehalt des Thermalwassers und die dennoch als anregend empfundene Wirkung der Kuren in Gastein. Auch wurde beobachtet, dass die Wirkung der Kur erst einige Wochen nach dem Aufenthalt zum Tragen komme. Um 1900 entdeckte man die Radium-Emanation, der man schon wenige Jahre später die Wirkung der Gasteiner Kur und ähnlicher Heilbäder zuschreiben konnte.
Bad Gastein etablierte sich im späteren 19. Jahrhundert bis zum Ersten Weltkrieg als mondänes Kurbad von internationalem Rang, man nannte es „Monte Carlo“ oder „Monaco der Alpen“. Die Kurgäste mussten bis 1905 noch mit Kutsche anreisen, erst dann wurde Gastein mit der Tauernbahn an das Eisenbahnnetz angeschlossen. Innerhalb kürzester Zeit setzt im engen Tal ein Bauboom ein, schon 1906 wurde beispielsweise das zehnstöckige Grand Hotel de l’Europe errichtet. Das großstädtische Ortsbild prägt Gastein bis heute.
Nach dem Ersten Weltkrieg aber vor allem durch die Tausend-Mark-Sperre 1933 kam es zu erheblichen Krisen und Einbrüchen. Kuren in Bad Gastein wurde auch danach mit dem Flair der k.u.k.-Monarchie assoziiert. Gastein wurde in den 1950er Jahren wieder attraktiv für wohlhabende jüdische Gäste, darunter Nahum Goldmann und Ernst Stiassny. Von den 1960er- bis in die 80er-Jahre, als der Kurbetrieb mit dem Schitourismus kombiniert werden konnte, entstanden weiter große Hotelburgen.
Ende der 1980er geriet der Kurbetrieb, wie viele Heilbäder Österreichs, und damit auch der ganze Ort in eine Krise, die erst mit dem Wellness-Boom der 2000er etwas abgefangen werden konnte. Es gab immer wieder Revitalisierungsprojekte von Großinvestoren, insbesondere um den Wiener Finanzier Franz Duval. Auch in den 2010ern steht der Kurbetrieb wieder vor dem Aus.

## Kurmittel und Anwendungsform
Das typische Gasteiner Thermalbad ist baulich als klassische römische Wanne ausgeführt, d. h. als Senke mit einem Abstieg zu einer Unterwasser-Sitzbank (= Senkbad). Das natürlich heiße Thermalwasser tritt mit ca. 46 Grad Celsius aus 17 gefassten Quellen unterhalb von Badberg aus. Insgesamt gibt es 44 Quellen. Im Thermalwasser ist zusätzlich das radioaktive Edelgas Radon 223Rn gelöst, welches auf der Gasteiner Homepage als "milde, natürliche Radioaktivität" beschrieben wird, die "für den Körper, kurmäßig genossen, ausschließlich positiv" sei. Das Wasser wird mit gekühltem Thermalwasser auf die vorgeschriebene und verträgliche Badetemperatur individuell gemischt. Weitere Anwendungen sind Dampfbäder (Dunstbad) und Luftkuren im Heilstollen.
Einige der im Kurbetrieb tätigen Ärzte führten verschiedene Studien zum Kurverlauf durch. Das Forschungsinstitut Gastein Tauernregion wurde 1936 gegründet und befasste sich mit den Radon-Thermalquellen. 2006 wurde es als Forschungsinstitut Gastein (FOI) der Paracelsus Medizinische Privatuniversität (PMU) in Salzburg angegliedert. In der  Universitäts- und Landesbibliothek Tirol findet sich umfangreiche Literatur zum Thema.

## Medizinische Wirkungsmechanismen und Kritik
Im Zuge der Popularisierung der Radioaktivität wurden der Radonanwendung verschiedene Heilwirkungen – etwa bei der schnelleren Wundheilung oder der Minderung von Tuberkulose nachgesagt. Eine Hormesis, die positive Wirkung geringer Strahlungsdosen wurde damals angenommen, hat sich aber bislang nicht bestätigt. Die Anwendung von Radon bei Kuren, die Radonbalneologie, bleibt wissenschaftlich umstritten und deren Wirksamkeit nicht anerkannt. Die Lungenkrebshäufigkeit im Gasteiner Tal ist niedriger als in der Region Salzburg erwartet.